# Zar Amir Ebrahimi
Zahra Amir Ebrahimi (en persa: زهرا اميرابراهيمی‎; Teherán, Irán, 9 de julio de 1981), conocida profesionalmente como Zar Amir Ebrahimi (زر امیرابراهیمی), es una actriz, directora de cine y productora iraní refugiada en Francia desde 2008, con nacionalidad francesa. Por su actuación en el thriller Holy Spider (2022), dirigido por Ali Abbasi, ganó el premio a la Mejor Actriz en el Festival de Cannes de 2022.

## Biografía
Se dio a conocer en Irán por actuar en la serie de televisión Narges. Su carrera se vio abruptamente interrumpida en 2006  tras la divulgación sin su consentimiento de un vídeo íntimo grabado en CD y vendido en los mercados de todo el país. Se enfrentó a largos interrogatorios de la policía durante semanas y tuvo que enfrentarse a una campaña de desprestigio que le impedía actuar. Huyó de Irán antes del juicio en el que fue condenada a 10 años de prisión y 99 latigazos con una correa de cuero, y se estableció en Francia.
El director Ali Abbasi la contrató para ser la directora de casting de su película Holy Spider (2022) un relato basado en los cruentos crímenes de un asesino en serie de prostitutas que, de una manera inconcebible, fue apoyado por varios grupos extremistas y miembros del gobierno en Irán. Acabó siendo productora asociada y protagonista. Se reunió con casi 500 personas durante tres años hasta completar el elenco, pero al no encontrar actriz para interpretar uno de los papeles protagonistas, terminó por encargarse ella del papel que le valió el reconocimiento del Festival de Cannes en 2022. El Festival de Cine Europeo de Sevilla le otorgó también el Premio a la Mejor Actriz el mismo año. Tampoco el rodaje fue fácil, el gobierno iraní no permitió que se rodara en Mashhad, la ciudad real de la historia. Intentaron rodar en Turquía pero tampoco se permitió el rodaje que finalmente se realizó en Jordania. Los actores iraníes que participaron en la película han sido represaliados y no pueden trabajar en Irán.
En sus entrevistas Zar explicó la proximidad de su personaje, Rahimi, con la realidad de las mujeres iraníes y de la realidad a la que ella misma tuvo que enfrentarse:  Creo que Rahimi existía en mí de alguna manera, ya que soy una mujer iraní. Todas las mujeres iraníes compartimos las mismas historias, ¿sabes? Cada paso que intentas dar en tu vida, siempre va a existir un hombre que tratará de detenerte. Todas las dificultades que enfrenta Rahimi en la película, son las dificultades que muchas mujeres iraníes sufrimos día a día. Eso es algo que todas entendemos. Tal vez, como Zar, tuve la oportunidad de canalizar mis propias experiencias de vida en Irán. Mis frustraciones sobre nuestra sociedad, nuestro gobierno, inclusive sobre mis colegas y amigos.
En 2022 rompió el tabú de trabajar con un director de cine israelí con la películaTatami (2023) un thriller político en la que además de participar en el reparto -interpreta a Maryam Ghanbari, la entrenadora de la judoca iraní Leila Hosseini- debuta detrás de la cámara como codirectora junto al irraelí Guy Nattiv, otro cineasta crítico con el poder de su país. La película cuenta cómo el régimen iraní prohíbe a sus deportistas que se crucen en los emparejamientos de las competiciones con deportistas israelís. Fue una idea de Nattiv inspirada en el caso de la boxeadora Sadaf Khadem, que en 2019 compitió sin el hiyab, lo que hizo que tuviera que exiliarse por las represalias.
En 2023 protagonizó Shayda, dirigida por la realizadora Noora Niasari y que mereció el premio del público en Sundance.La película narra la historia vivida por la propia directora. La protagonista es una mujer iraní que vive en Australia y encuentra refugio junto a su hija en un centro de acogida para mujeres maltratadas...  Es un error creer que hablamos solo de Irán o de la cultura iraní. Lo mismo que se ve en la película sucede en Francia, Australia o cualquier lugar del mundo independientemente de la cultura. No hay una sola sociedad en el planeta que no responda al patriarcado. Los feminicidios y la violencia contra las mujeres es universal. Es urgente replantearse el modo cómo miramos y tratamos a las mujeres» señala Zar. 

## Filmografía
- 2001 : Entezar de Mohammad Nourizad
- 2006 : Safar Be Hidaloo de Mojtaba Raie
- 2008 : Shirin de Abbas Kiarostami
- 2015 : A Souvenir for my Mother de Mohamad Reza Kalani (cortometraje)
- 2015 : Jila de Karim Lakzadeh (cortometraje)
- 2016 : Bride Price vs Democracy de Reza Rahimi
- 2017 : Téhéran Tabou de Ali Soozandeh
- 2019 : Damien veut changer le monde de Xavier de Choudens
- 2019 : Demain la liberté ! (Morgen sind wir frei) de Hossein Pourseifi
- 2019 : Marée de Manon Coubia (cortometraje)
- 2022 : Holy Spider de Ali Abbasi (fr:Les Nuits de Mashhad)
- 2022 : Les Survivants de Guillaume Renusson
- 2022 : Please Ride de Sheida Sheikhha (cortometraje)
- 2023 : Tatami codirigida por la propia Zar Amir Ebrahimi y Guy Nattiv
- 2023 : Shayda de Noora Niasari

## Premios y reconocimientos
- Nice International Film Festival 2018 : Premio a la mejor actriz en una película extranjera por   Bride Price vs Democracy de Reza Rahimi[11]
- Festival de Cannes 2022 : Premio de interpretación femenina por  Holy Spider[12]
- Festival de Cine Europeo de Sevilla 2022 : Premio a la mejor actriz por Holy Spider[13]
- Premio Robert del cine danés 2023 : Mejor actriz por Holy Spider[14]